# 前626年
| 千纪： | 前1千纪 |
| 世纪： | 前8世纪 \| 前7世纪 \| 前6世纪 |
| 年代： | 前650年代 \| 前640年代 \| 前630年代 \| 前620年代 \| 前610年代 \| 前600年代 \| 前590年代                                                                                             |
| 年份： | 前631年 \| 前630年 \| 前629年 \| 前628年 \| 前627年 \| 前626年 \| 前625年 \| 前624年 \| 前623年 \| 前622年 \| 前621年                                                               |
| 纪年： | 周襄王二十六年 魯文公元年 齊昭公七年 晉襄公二年 秦穆公三十四年 宋成公十一年 楚成王四十六年 衛成公九年 陳共公六年 蔡庄侯二十年 曹共公二十七年 郑穆公二年 燕襄公三十二年 杞桓公十一年 |

## 大事记
- 楚成王意欲罷黜太子商臣，改立王子职为太子，十月，商臣與潘崇以宫甲围困成王，楚成王自缢死。楚成王好食熊掌，臨死之前不忘食之，“俟其熟而食之，雖死不恨！”商臣說：“熊掌難熟。”楚成王只好自縊而死。
- 迦勒底人那波帕拉薩爾奪取巴比倫，建立新巴比倫王國，並與米底王國共同對抗新亞述帝國。

## 逝世
- 楚成王，楚文王之子。